# Cabeza de un personaje de lapislázuli

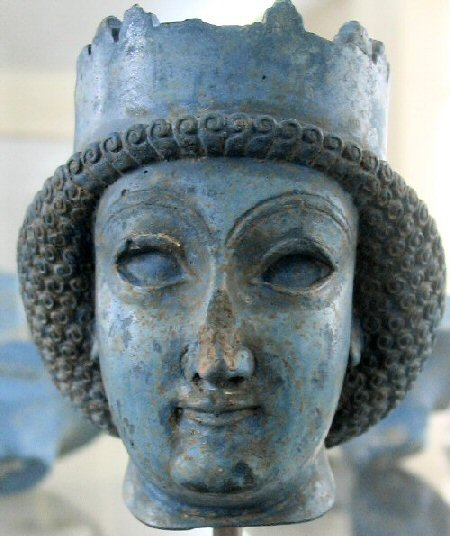
Fotografía frontal de la pieza.

La cabeza de un personaje de lapislázuli es un elemento arqueológico conservado en el Museo Nacional de Irán en Teherán y encontrado en el sitio arqueológico de Persépolis, capital del Imperio Aqueménida hasta su destrucción por Alejandro Magno en 331 a. C. Tiene 6,5 cm de alto y 6 cm de ancho, y data de los siglos V-IV a. C. Su pequeño tamaño recuerda a algunos regalos en ese material que era habitual intercambiar entre gobernantes de territorios en la Antigüedad.
Esta figura en pasta de lapislázuli, mineral de color azul intenso, tan duro como el acero, que suele usarse en objetos de adorno, es una joya notable en su fidelidad. El material es frecuentemente usado para la realización de estatuillas de dioses, que se conservaban en las casas, y no en los templos, como señala Heródoto. El joven aqueménida con una corona almenada representa, según algunos historiadores, un príncipe. De hecho, su peinado es característico y se asemeja al de una figura de piedra caliza aqueménida conservada en el Museo del Louvre. Su material recuerda asimismo el busto de Medea con un cachorro de león en sus brazos (19 cm x 1.16 cm) del Museo de Arte de Cleveland.
Otros historiadores, considerando la citada corona y la expresión de gran serenidad del rostro, opinan que sería una deidad. También se menciona la hipótesis de que represente a la diosa Anahita. La opinión, un poco romántica, de que sería una representación de la reina aqueménida Atossa no está respaldada por ninguna evidencia.
Fue exhibida por primera vez al público europeo en Roma en 1956 en la exposición de arte iraní presentada por el profesor Tucci. También se presentó en París en el Petit Palais en la exposición “7000 d'art en Iran” organizada por la l’Association Française d’Action Artistique de la Ville de Paris, con motivo de la celebración del 2500 aniversario de la monarquía iraní, desde octubre de 1961 hasta enero de 1962.